# 浄信寺 (流山市)
浄信寺（じょうしんじ）は、千葉県流山市にある浄土宗の寺院。

## 歴史
1452年（享徳2年）、円蓮社実誉によって開山された。元々は、現在地から約500メートル北西に位置しており、そこから瓦等が出土しているが、ある時期に現在地に移転した。
往時は約4町歩（約4ヘクタール）の田圃があり、これを元手に十夜法要が営まれ、「十夜寺」に異名をとっていたが、農地改革で没収されてしまった。1958年（昭和33年）、農地改革の対象外で残された森林約3町歩（約3ヘクタール）の内、1町歩3反（約130アール）を売却して、本堂の屋根を瓦葺にした。

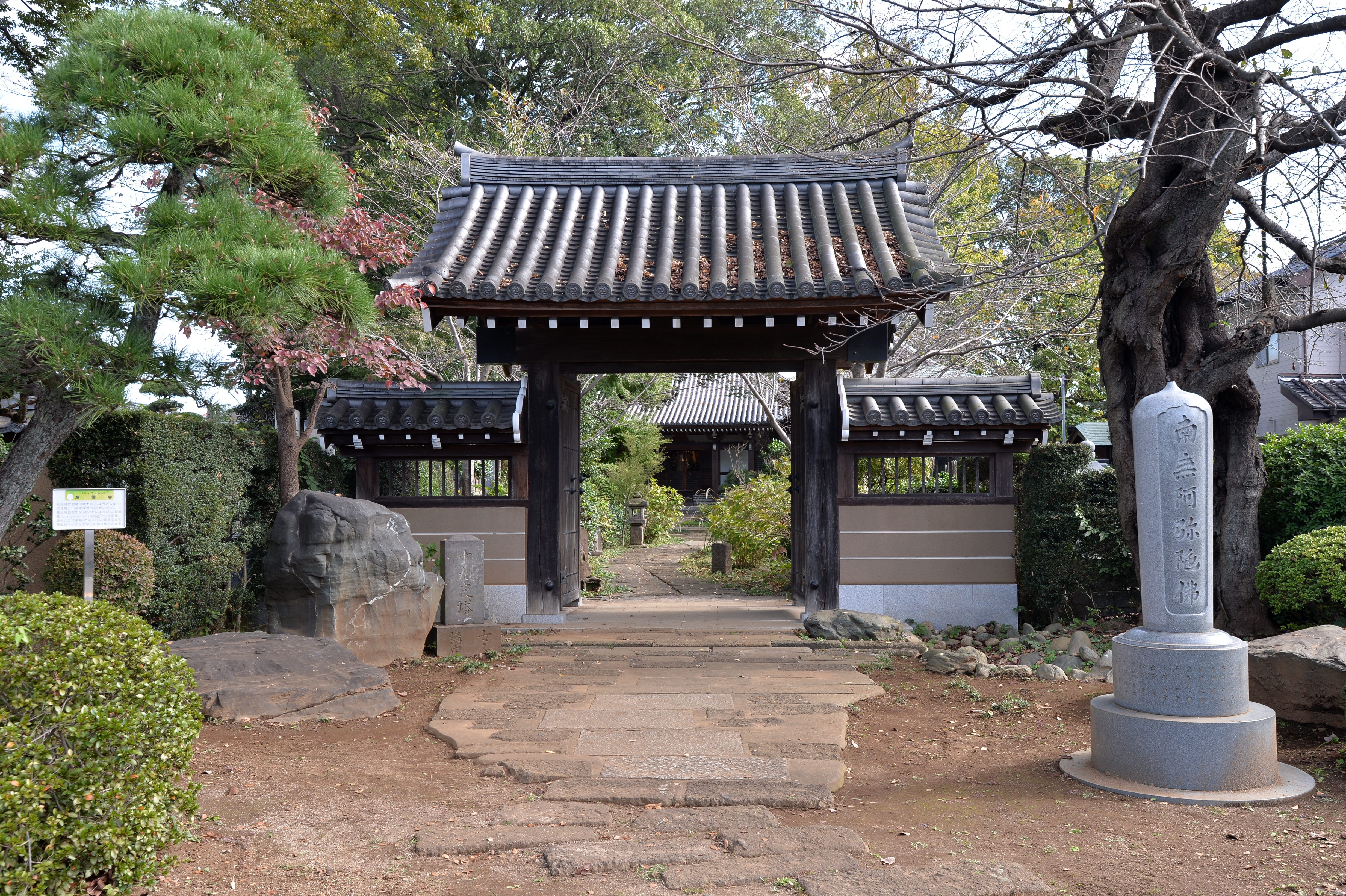
山門
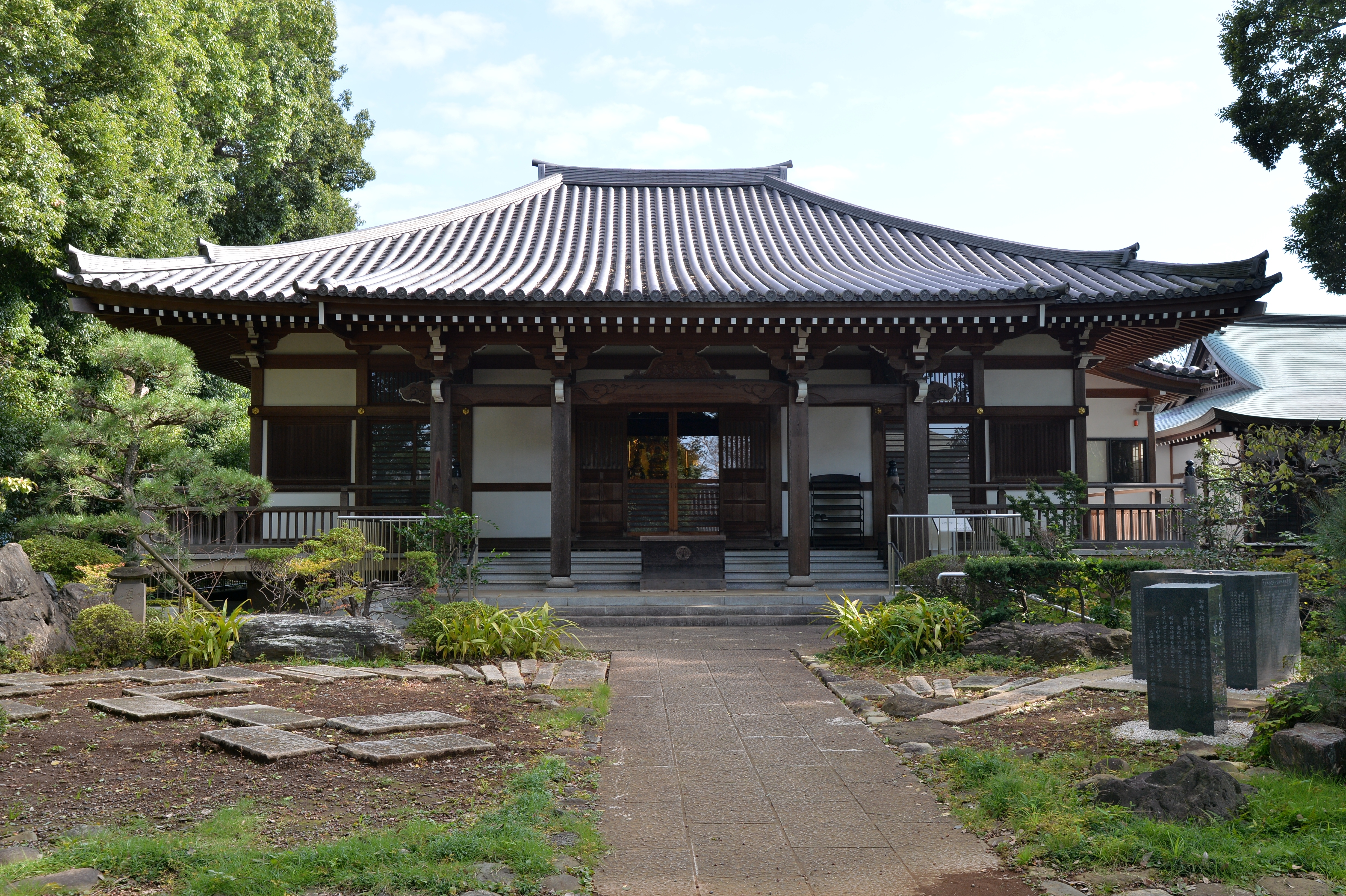
本堂
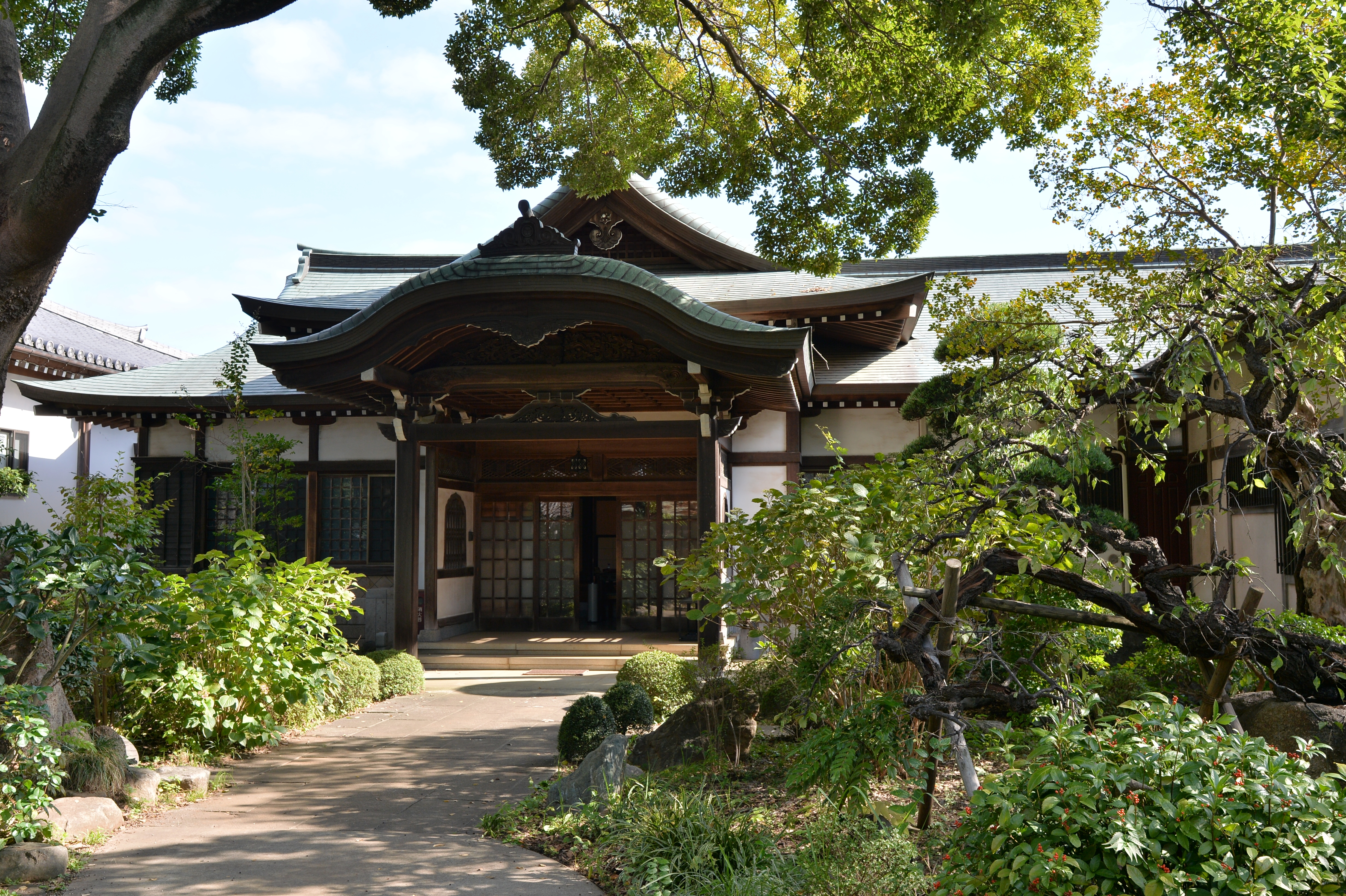
庫裏
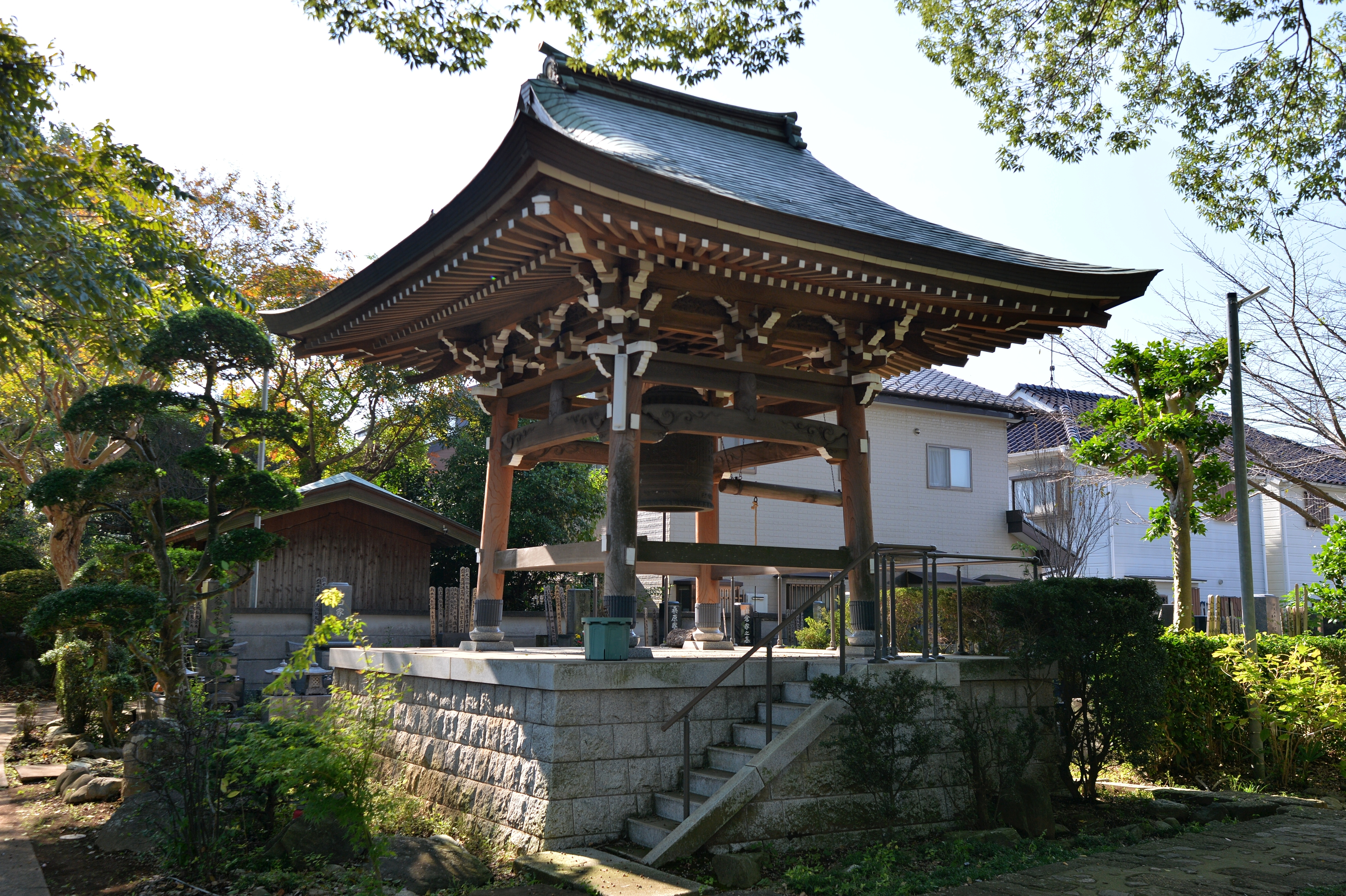
鐘楼

## 交通アクセス
- 江戸川台駅より徒歩16分。